# 236 a.C.

## Eventos
- Públio Cornélio Lêntulo Caudino e Caio Licínio Varo, cônsules romanos.
- 236a olimpíada: Pítocles de Sicião, vencedor do estádio.[1]

## Nascimentos
- Cipião Africano, general durante a Segunda Guerra Púnica e estadista da República Romana (m.183 a.C.)